# Annelies Bouma

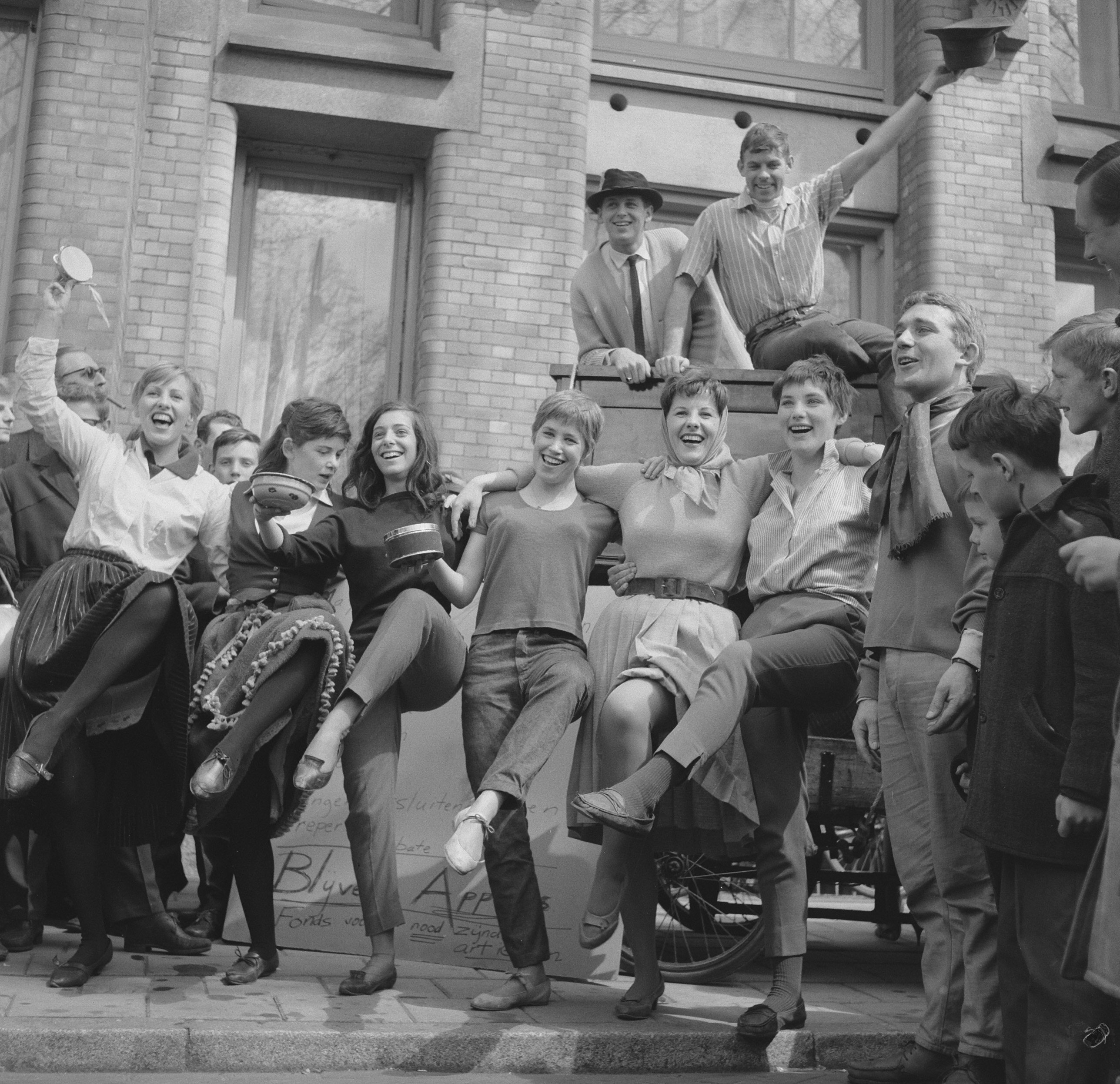
ABC-cabaret 30 april 1962, Annelies geheel links; geheel rechts Henk Elsink (man met sjaal)

Anna Elizabeth (Annelies) Bouma (Groningen, 12 april 1938 - 28 april 2025) was een Nederlands cabaretière en zangeres.

## Loopbaan
Bouma rolde per toeval in het vak, ze wilde eigenlijk de journalistiek in. Ze ging in de zomervakantie van 1956 als vakantiebaantje aan de slag bij het ABC-cabaret van Wim Kan en Corry Vonk. Ze volgde er Ria Kuyken op. Ze moest haar middelbare school (Dalton HBS) nog afronden (afgerond in 1959). In 1958 maakte ze haar televisiedebuut in het talentenprogramma Nieuwe Oogst, begeleid door haar latere levenspartner gitarist Peter Nieuwerf. Ze was al eerder met hem opgetreden in Museum Hofwijck waarna Ger Lugtenburg haar (opnieuw) ontdekte en naar de televisie bracht. In de zomer van 1959 was ze weer terug bij het ABC-cabaret en haar zus in het programma Laat je niets wijsmaken, waaraan ook Jacco van Renesse en later ook Jenny Arean meewerkten. Een jaar later volgde Herexamen (seizoen 1961-1962).
In 1963 trad ze toe tot het Haarlemse café chantant Adam en Eva, waarvan enkele voorstellingen op televisie werden uitgezonden. Ook verscheen ze in enkele tv-shows van Henk Elsink en samen met haar man in Randfiguren van de VPRO (1965). Ook was ze te horen in Wissewassen. Gaandeweg richtte Bouma zich meer op een zangcarrière richting Franse chansons, hetgeen leidde tot de langspeelplaat Liedjes voor Annelies (1967), met 12 nummers geschreven door Peter Nieuwerf en Tony van Verre. Het echtpaar woonde toen in Den Haag en had twee kinderen. In 1972 deed ze mee aan een verzamelalbum van liedjes van Willy Corsari. Op de elpee zongen Nederlandse zangcoryfeeën mee als Willeke Alberti, Conny Vandenbos, Thérèse Steinmetz, Lenny Kuhr en Martine Bijl.

## Privéleven
Ze was dochter van de Nederlandse architect en stedenbouwkundige Siebe Jan Bouma. Haar zus Maya Bouma was zangeres, haar broer Bob Bouma televisiepresentator.
Ze verhuisde in 1942 naar Arnhem, omdat haar vader er directeur werd van het Nederlands Openluchtmuseum; in 1948 herhaalde zich dat met een verhuizing naar Enkhuizen voor het Zuiderzeemuseum.
Ze overleed op 28 april 2025 op 87-jarige leeftijd.